# Ian Harte
Ian Patrick Harte, född 31 augusti 1977 i Drogheda, är en irländsk före detta fotbollsspelare som spelade som vänsterback.

## Klubblagskarriär
Harte slog igenom i Leeds United dit han kom från den irländska klubben Home Farm 1995. Han var en vital del i det lag som skördade stora framgångar under sent 90-tal och tidigt 00-tal. Efter klubbens ekonomiska  och sportsliga bekymmer under säsongen 2003/04 lämnade Harte Leeds för den spanska nykomlingen Levante där han stannade i drygt två säsonger innan han köptes tillbaka till England och Sunderland.
Harte var en ansedd specialist på frisparkar, vilket delvis förklarar hans målkvot som är över snittet för en försvarare. Under karriären gjorde Harte tio frisparksmål i Premier League.

## Landslagskarriär
Harte medverkade i 63 landskamper för Irland och gjorde på dem tolv mål.
| Datum            | Plats                           | Motståndare   | Mål | Slutresultat | Tävling           |
| ---------------- | ------------------------------- | ------------- | --- | ------------ | ----------------- |
| 15 juni 1996     | Giants Stadium, East Rutherford | Bolivia       | 3–0 | 3–0          | US Cup 1996       |
| 31 augusti 1996  | Sportpark Eschen-Mauren, Eschen | Liechtenstein | 4–0 | 5–0          | Kval till VM 1998 |
| 23 februari 2000 | Lansdowne Road, Dublin          | Tjeckien      | 2–2 | 3–2          | Vänskapsmatch     |
| 24 mars 2001     | GSP Stadium, Nicosia            | Cypern        | 2–0 | 4–0          | Kval till VM 2002 |
| 28 mars 2001     | Mini Estadi, Barcelona          | Andorra       | 1–0 | 3–0          | Kval till VM 2002 |
| 6 oktober 2001   | Lansdowne Road, Dublin          | Cypern        | 1–0 | 3–0          | Kval till VM 2002 |
| 10 november 2001 | Lansdowne Road, Dublin          | Iran          | 1–0 | 2–0          | Kval till VM 2002 |
| 27 mars 2002     | Lansdowne Road, Dublin          | Danmark       | 1–0 | 3–0          | Vänskapsmatch     |
| 16 oktober 2002  | Lansdowne Road, Dublin          | Schweiz       | 1–1 | 1–2          | Kval till EM 2004 |
| 31 mars 2004     | Lansdowne Road, Dublin          | Tjeckien      | 2–0 | 2–1          | Vänskapsmatch     |
| 4 juni 2005      | Lansdowne Road, Dublin          | Israel        | 1–0 | 2–2          | Kval till VM 2006 |
| 8 juni 2005      | Tórsvøllur, Tórshavn            | Färöarna      | 1–0 | 2–1          | Kval till VM 2006 |